# Trachyuropoda sellnicki
Trachyuropoda sellnicki es una especie de arácnido del orden Mesostigmata de la familia Trachyuropodidae.

## Distribución geográfica
Se encuentra en España y Portugal.